# لوكاس كايرس
لوكاس كايرس هو لاعب كرة قدم برازيلي في مركز الدفاع، ولد في 15 أكتوبر 1993 في ساو باولو في البرازيل. لعب مع جمعية بورتوغيزا الرياضية.

## وصلات خارجية
- لوكاس كايرس على موقع قاعدة بيانات كرة القدم.إي يو (الإنجليزية)
- لوكاس كايرس على موقع Soccerway.com (الإنجليزية)